# Uralla
Uralla – miejscowość w Australii, w stanie Nowa Południowa Walia, w regionie Northern, położone w pobliżu rzeki Rocky, przy drodze New England Highway, w odległości ok. 465 km na północ od Sydney i 23 km na południowy zachód od Armidale.